# Hexanoil-CoA

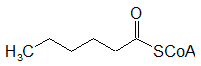
Representação da fórmula estrutural simplificada da molécula de Hexanoil-CoA

O hexanoil-CoA (em inglês:  hexanoyl-CoA) pode ser encontrado na literatura com a nomenclatura de hexanoil-coenzima A ou ainda caproil-CoA. Com fórmula molecular igual a C27H42N7O17P3S é um acil-CoA saturado 2,3,4 de cadeia média, a qual contém o hexanoil como grupo S-acil. Origina-se de um ácido hexanóico e de uma enzima coenzima A. O hexanoil-CoA é pouco solúvel em substâncias polares, devido a grande quantidade de carbonos existentes na molécula e, graças ao seu pKa = 0,82, é um composto ácido forte. O hexanoil-CoA está situado dentro da célula, sobretudo na membrana, como também pode ser identificado no espaço extracelular. Encontra-se em todos os organismos vivos, desde os seres procariontes até os seres eucariontes. Nos seres humanos, o hexanoil-CoA está presente na biossíntese, oxidação dos ácidos graxos e produção da cerâmica. Pode ser um metabólito humano, um metabólito de Escherichia coli ou um metabólito de camundongo. Ademais, o hexanoil-CoA participa de alguns distúrbios metabólicos, a exemplo do alongamento de ácidos graxos nas mitocôndrias e da beta-oxidação mitocondrial de ácidos graxos saturados de cadeia média e de cadeia curta. Hexanoil-CoA hidrato de sal de trilítio pode ser utilizado como unidade inicial para a biossíntese de policetídeos.